# Alexander Brunschwig
Alexander Brunschwig (geboren am 11. September 1901 in El Paso, Texas; gestorben am 7. August 1969 in New York) war ein amerikanischer Mediziner, Pathologe und Krebsforscher, der im Bereich der chirurgischen Onkologie tätig war. Er war der Erste, der eine einstufige radikale Duodenopankreatektomie und Beckenexenteration durchführte.

## Leben und Wirken
Brunschwig war der Sohn des jüdischen Kaufmanns Felix Brunschwig (1860–1922, der ursprünglich aus Durmenach im Elsass stammte und nach Juárez in Mexiko emigriert war, um dort mit seinem Onkel Felix Kahn ein Geschäft zu eröffnen.) und dessen Frau Pauline (geborene Harris). Er begeisterte sich fürs Rodeo, jedoch blieb ihm eine Karriere in dieser Richtung verwehrt, da er an einer Pferdeallergie litt. Schließlich studierte er Medizin an der University of Chicago, wo er 1923 seinen Bachelor und 1924 seinen Masterabschluss erlangte. 1927 machte er am Rush Medical College seinen Abschluss als Doktor der Medizin. Zunächst arbeitete er in der Pathologie im Bostoner City Hospital. Dort führte er viele Obduktionen an den Leichen der Patienten durch, die an Krebs gestorben waren. Sein besonderes Interesse galt der Onkologie. 1933 wurde er Chef gynäkologischen Abteilung der „Clinics and Medical School“ der University of Chicago und 1940 dort Professor für Chirurgie. Er bekleidete diese Position bis 1947, ehe er als Leiter der Gynäkologie ans Memorial Hospital für Krebs und verwandte Krankheiten nach New York berufen wurde. Zudem war er Professor für klinische Chirurgie am Medical College der Cornell University. Er erforschte insbesondere die Rolle der Chirurgie bei der Behandlung von Uteruskarzinomen in allen Stadien. Bis zu seinem Tod im Jahr 1969 führte er Krebsoperationen durch. Er veröffentlichte medizinische Schriften über die Onkologie.

Totale Beckenexenteration bei Frauen

Nach ihm wurde die englisch Brunschwig Pelvic Exenteration ‚Brunschwig Beckenexenteration‘ benannt, nachdem er die Prinzipien und Methoden der Beckenexenteration als therapeutischen Ansatz für bestimmte Formen von Beckenmalignomen erkannt hatte. Daraufhin wurden seit 1948 technische Veränderungen eingeführt und Richtlinien für die Gesamtversorgung dieser Patienten festgelegt. Er verfasste zudem Aufsätze über Mediziner wie Hieronymus Brunschwig oder Johann Friedrich Lobstein.

## Auszeichnungen (Auswahl)
Brunschwig wurde mehrfach ausgezeichnet und erhielt die Ehrendoktorwürden vieler Universitäten.
- 1946: Awarded Medal der Karls-Universität in Prag
- 1962: Lucy-Wortham-James-Preis für klinische Forschung
- 1966: Medaille der James-Ewing-Society
- 1968: Ann Langer Cancer Research Foundation Award

## Schriften (Auswahl)
- University of Chicago, Dept. of Anatomy (Hrsg.): … Placental permeability … Chicago 1924, OCLC 42975125 (Masterarbeit).
- Hieronymus Brunschwig of Strassburg. In: Annals of medical history. Neue Serie, Band 1, 1929, OCLC 5894394305, S. 640–644.
- Jean Fréderic Lobstein, the first professor of pathology. Neue Serie, Band 5, 1933, OCLC 5894602426, S. 82–84.
- Resection of head of pancreas and duodenum for carcinoma – Pancreaticoduodenectomy. In: Surg. Gynec. Obstet. Band 65, 1937, S. 681 ff.
- Radical Resections of Advanced Intra-abdominal Cancer. Summary of Results in 100 Patients. In: Annals of Surgery. Band 122, Nr. 6, 1945, S. 923–932, PMID 17858710, PMC 1618353 (freier Volltext).
- Radical Surgery in Advanced Abdominal Cancer. In: The American Journal of the Medical Sciences. Band 214, Nr. 2. University of Chicago Press, 1947, ISSN 0002-9629, OCLC 4663075142, S. 228.
- The surgery of pancreatic tumors. Mosby, St. Louis 1952, OCLC 429568649.
- L’ exentération pelvienne. Masson, Paris 1964, OCLC 11008269.